# George Amick
George „Little George“ Amick (* 24. Oktober 1924 in Kansas City; † 9. April 1959 in Daytona Beach) war ein US-amerikanischer Rennfahrer.

## Karriere
George Amick nahm an einem Rennen zur Formel-1-Weltmeisterschaft teil, da die 500 Meilen von Indianapolis zwischen 1950 und 1960 zur Serie zählten. Er startete am 30. Mai 1958 mit einem Epperly-Offenhauser vom 25. Startplatz ins Rennen. Nach 200 Runden wurde er, mit 27 Sekunden Rückstand auf den Sieger Jimmy Bryan, als Zweiter abgewinkt.

## Tod in Daytona
Zwei Jahre nach der Eröffnung des Daytona International Speedway veranstaltete der United States Automobile Club einen Meisterschaftslauf zur USAC-Championship auf dieser Rennstrecke. Amick qualifizierte seinen Wagen auf der Pole-Position und erreichte dabei mit einem Schnitt von 176,818 mph beinahe einen neuen USAC-Rekord. Nur sein Landsmann Tony Bettenhausen war 1957 beim Rennen der zwei Welten in Monza knapp schneller gewesen. Im Rennen verlor Amick in der letzten Runde die Kontrolle über seinen Wagen. Der Demler Spezial überschlug sich mehrmals und Amick starb kurz nach dem Unfall an seinen schweren Verletzungen.